# Copa Libertadores Femenina 2014
La Copa Libertadores Femenina 2014 fue la sexta edición del torneo continental de fútbol femenino que se disputó en Brasil, desde el 5 al 16 de noviembre de 2014 en São Paulo.

## Formato
El torneo se llevó a cabo con los campeones de las diez asociaciones nacionales de la Conmebol. Los partidos se jugaron en la ciudad de São Paulo. Los equipos se dividieron en 3 grupos, de los cuales clasificaron a semifinales, los primeros de cada grupo, y el mejor segundo.

## Equipos participantes
| País                                             | Equipo                           | Vía de clasificación |
| ------------------------------------------------ | -------------------------------- | --- |
| Argentina 1 cupo                                 | Boca Juniors                     | Ganador del duelo entre campeón Torneo Inicial 2013 y líder del Torneo Final 2014                                                                                 |
| Bolivia 1 cupo                                   | Mundo Futuro                     | Campeón del Fútbol Femenino Boliviano 2014 |
| Brasil 1 cupo + campeón vigente + cupo anfitrión | São José Centro Olímpico Vitória | Campeón de Copa Libertadores Femenina 2013 y anfitrión Campeón Campeonato Brasileño de Fútbol Femenino 2013 Subcampeón Copa de Brasil de Fútbol Femenino 2013 (*) |
| Chile 1 cupo                                     | Colo-Colo                        | Campeón Torneo Apertura y Clausura 2013 |
| Colombia 1 cupo                                  | Formas Íntimas                   | Campeón de la Copa Prelibertadores Femenina Colombia 2014 |
| Ecuador 1 cupo                                   | Rocafuerte                       | Campeón del Campeonato Ecuatoriano de 2014 |
| Paraguay 1 cupo                                  | Cerro Porteño                    | Campeón de Torneo de clausura Campeonato Paraguayo 2013 |
| Perú 1 cupo                                      | Real Maracaná                    | Campeón del Campeonato Peruano de Fútbol Femenino de 2013 |
| Uruguay 1 cupo                                   | Colón                            | Campeón del Campeonato Uruguayo de 2013 |
| Venezuela 1 cupo                                 | Caracas                          | Campeón del Campeonato Venezolano de la temporada 2013-2014 |

(*) El campeón en esa ocasión fue São José, pero como clasificó como campeón de la Copa Libertadores Femenina 2013 se le otorgó el cupo al subcampeón.

## Primera etapa
La distribución de los equipos en los grupos y el fixture del torneo fue entregado el 25 de octubre por la Conmebol a las diversas federaciones de fútbol de los países participantes.
Los horarios de los partidos son a GMT-2, hora de São Paulo.

### Grupo A
| Equipo        | Pts | PJ | PG | PE | PP | GF | GC | DG |
| ------------- | --- | -- | -- | -- | -- | -- | -- | -- |
| São José      | 9   | 3  | 3  | 0  | 0  | 16 | 1  | 15 |
| Boca Juniors  | 6   | 3  | 2  | 0  | 1  | 7  | 7  | 0  |
| Real Maracaná | 3   | 3  | 1  | 0  | 2  | 4  | 13 | -9 |
| Mundo Futuro  | 0   | 3  | 0  | 0  | 3  | 3  | 9  | -6 |

| 5 de noviembre de 2014, 16:00 hrs. | Boca Juniors                       | 2:1 (1:0) | Mundo Futuro     | Estádio Martins Pereira, São José dos Campos, São Paulo, Brasil |                             |
|                                    | Yael Oviedo 42' · Andrea Ojeda 68' | Reporte   | Luciel Pérez 56' | Árbitro(s): Yercinia Correa                                     | Árbitro(s): Yercinia Correa |

| 5 de noviembre de 2014, 19:30 hrs. | São José                                                                | 7:0 (5:0) | Real Maracaná | Estádio Martins Pereira, São José dos Campos, São Paulo, Brasil |                                 |
|                                    | Poliana 15' · Andressa 19', 25', 46' · Chú 26', 37' · Bruna Benites 62' | Reporte   |               | Árbitro(s): Maria Victoria Daza                                 | Árbitro(s): Maria Victoria Daza |

| 7 de noviembre de 2014, 17:30 hrs. | Mundo Futuro                  | 2:3 (2:0) | Real Maracaná                                | Estádio Martins Pereira, São José dos Campos, São Paulo, Brasil |                          |
|                                    | Yanina Ángeles 43' · Nani 45' | Reporte   | Astrid Ramírez 66' (p.), 68' · Adriana Lucar | Árbitro(s): Nadia Fuques                                        | Árbitro(s): Nadia Fuques |

| 7 de noviembre de 2014, 20:00 hrs. | São José                                            | 5:1 (3:1) | Boca Juniors       | Estádio Martins Pereira, São José dos Campos, São Paulo, Brasil |                          |
|                                    | Giovânia 23', 65' · Andressa 32', 42' · Débinha 76' | Reporte   | Daniela Kippes 20' | Árbitro(s): Olga Miranda                                        | Árbitro(s): Olga Miranda |

| 9 de noviembre de 2014, 17:30 hrs. | Real Maracaná         | 1:4 (0:2) | Boca Juniors                                                    | Estádio Martins Pereira, São José dos Campos, São Paulo, Brasil |  |
|                                    | Meissi Quichi Pau 51' | Reporte   | Eliana Stabile 9' · Yael Oviedo 37', 90+1' · Aldana Cometti 81' |                                                                 |  |

| 9 de noviembre de 2014, 20:00 hrs. | São José                                                  | 4:0 (0:0) | Mundo Futuro | Estádio Martins Pereira, São José dos Campos, São Paulo, Brasil |  |
|                                    | Formiga 73' · Gislaine 85' · Poliana 87' · Giovânia 90+1' | Reporte   |              |                                                                 |  |

### Grupo B
| Equipo          | Pts | PJ | PG | PE | PP | GF | GC | DG  |
| --------------- | --- | -- | -- | -- | -- | -- | -- | --- |
| Caracas         | 7   | 3  | 2  | 1  | 0  | 9  | 7  | 2   |
| Centro Olímpico | 5   | 3  | 1  | 2  | 0  | 7  | 3  | 4   |
| Colo-Colo       | 4   | 3  | 1  | 1  | 1  | 11 | 6  | 5   |
| Colón           | 0   | 3  | 0  | 0  | 3  | 5  | 16 | -11 |

| 6 de noviembre de 2014, 14:30 hrs. | Caracas                                     | 3:2 (0:1) | Colo-Colo                              | Estadio ADC GM, São José dos Campos, São Paulo, Brasil |                              |
|                                    | Lisbeth Bandres 67' · Ysaura Viso 69' 90+4' | Reporte   | Nathalie Quezada 42' · Javiera Roa 62' | Árbitro(s): Florencia Romano                           | Árbitro(s): Florencia Romano |

| 6 de noviembre de 2014, 16:30 hrs. | Centro Olímpico                               | 4:0 (1:0) | Colón | Estadio ADC GM, São José dos Campos, São Paulo, Brasil |                         |
|                                    | Tamires 41' · Fabi 47' · Gabi Zanotti 49' 51' | Reporte   |       | Árbitro(s): Johana Haro                                | Árbitro(s): Johana Haro |

| 8 de noviembre de 2014, 14:30 hrs. | Centro Olímpico                     | 2:2 (1:1) | Caracas                                | Estadio ADC GM, São José dos Campos, São Paulo, Brasil |                             |
|                                    | Tamires 26' · Erika Cristiano 90+4' | Reporte   | Oriana Altuve 22' · Lisbeth Castro 71' | Árbitro(s): Melanie Bermejo                            | Árbitro(s): Melanie Bermejo |

| 8 de noviembre de 2014, 16:30 hrs. | Colo-Colo | 8:2 (0:0) | Colón                           | Estadio ADC GM, São José dos Campos, São Paulo, Brasil |                                 |
|                                    | Javiera Roa 48' · Estefanía Banini 55', 65', 69' · Nathalie Quezada 66' · Claudia Soto 72' · Yusmery Ascanio 75' · Yanara Aedo 90' | Reporte   | Pamela González · Yamila Badell | Árbitro(s): María Victoria Daza                        | Árbitro(s): María Victoria Daza |

| 10 de noviembre de 2014, 14:30 hrs | Colón                       | 3:4 (1:2) | Caracas                                          | Estadio ADC GM, São José dos Campos, São Paulo, Brasil |                            |
|                                    | Yamila Badell 25', 59', 70' |           | Ysaura Viso 21', 23', 64' · Paola Villamizar 55' | Árbitro(s): Sirley Cornejo                             | Árbitro(s): Sirley Cornejo |

| 10 de noviembre de 2014, 16:30 hrs | Centro Olímpico | 1:1 (0:0) | Colo-Colo            | Estadio ADC GM, São José dos Campos, São Paulo, Brasil |                          |
|                                    | Gabi Nunes 72'  | Reporte   | Estefania Banini 64' | Árbitro(s): Olga Miranda                               | Árbitro(s): Olga Miranda |

### Grupo C
| Equipo         | Pts | PJ | PG | PE | PP | GF | GC | DG  |
| -------------- | --- | -- | -- | -- | -- | -- | -- | --- |
| Cerro Porteño  | 9   | 3  | 3  | 0  | 0  | 10 | 2  | 8   |
| Formas Íntimas | 6   | 3  | 2  | 0  | 1  | 7  | 2  | 5   |
| Vitória        | 3   | 3  | 1  | 0  | 2  | 5  | 6  | -1  |
| Rocafuerte     | 0   | 3  | 0  | 0  | 3  | 0  | 12 | -12 |

| 6 de noviembre de 2014, 9:00 hrs. | Vitória                                         | 4:0 (3:0) | Rocafuerte | Estadio AD Parahyba, São José dos Campos, São Paulo, Brasil |                            |
|                                   | Maria Eduarda 24' · Cida 37' · Giovanna 39' 56' | Reporte   |            | Árbitro(s): Sirley Cornejo                                  | Árbitro(s): Sirley Cornejo |

| 6 de noviembre de 2014, 11:00 hrs. | Cerro Porteño                      | 2:1 (2:0) | Formas Íntimas   | Estadio AD Parahyba, São José dos Campos, São Paulo, Brasil |                           |
|                                    | Rosa Aquino 8' · Lourdes Ortiz 36' | Reporte   | Diana Ospina 86' | Árbitro(s): Simone Xavier                                   | Árbitro(s): Simone Xavier |

| 8 de noviembre de 2014, 9:00 hrs. | Vitória           | 1:3 (1:1) | Cerro Porteño                          | Estadio AD Parahyba, São José dos Campos, São Paulo, Brasil |                            |
|                                   | Byanca Brasil 19' | Reporte   | Ana Fleitas 16' · Rosa Aquino 62', 90' | Árbitro(s): Yercinia Corra                                  | Árbitro(s): Yercinia Corra |

| 8 de noviembre de 2014, 11:00 hrs. | Formas Íntimas                                 | 3:0 (2:0) | Rocafuerte | Estadio AD Parahyba, São José dos Campos, São Paulo, Brasil |                          |
|                                    | Valentina Restrepo 21' · Diana Ospina 38', 88' | Reporte   |            | Árbitro(s): Paola Barría                                    | Árbitro(s): Paola Barría |

| 10 de noviembre de 2014, 9:00 hrs. | Rocafuerte | 0:5 (0:3) | Cerro Porteño                                                                   | Estadio AD Parahyba, São José dos Campos, São Paulo, Brasil |                            |
|                                    |            | Reporte   | Jenifer Mora 1', 11' · Rosa Aquino 36' · Ana Fleitas 53' · Rebeca Fernández 83' | Árbitro(s): Melany Bermejo                                  | Árbitro(s): Melany Bermejo |

| 10 de noviembre de 2014, 11:00 hrs | Vitória | 0:3 (0:2) | Formas Íntimas                            | Estadio AD Parahyba, São José dos Campos, São Paulo, Brasil |                              |
|                                    |         | Reporte   | Diana Ospina 13', 24' · Yisela Cuesta 70' | Árbitro(s): Florencia Romano                                | Árbitro(s): Florencia Romano |

### Mejor segundo
El mejor segundo de los tres grupos avanza a las semifinales.
| Equipo          | Pts | PJ | PG | PE | PP | GF | GC | DG | GRUPO |
| --------------- | --- | -- | -- | -- | -- | -- | -- | -- | ----- |
| Formas Íntimas  | 6   | 3  | 2  | 0  | 1  | 7  | 2  | 5  | C     |
| Boca Juniors    | 6   | 3  | 2  | 0  | 1  | 7  | 7  | 0  | A     |
| Centro Olímpico | 5   | 3  | 1  | 2  | 0  | 7  | 3  | 4  | B     |

## Etapa Final
|  | Semifinales             | Semifinales             |   |                | Final                   | Final                   |  |
|  | 13 de noviembre de 2014 | 13 de noviembre de 2014 |   |                | 16 de noviembre de 2014 | 16 de noviembre de 2014 |  |
|  |                         |                         |   |                |                         |                         |  |
|  |                         |                         |   |                |                         |                         |  |
|  | Caracas                 | 2 (6)                   |   |                |                         |                         |  |
|  | Formas Íntimas          | 2 (5)                   |   |                |                         |                         |  |
|  |                         |                         |   |                |                         |                         |  |
|  |                         |                         |   |                |                         |                         |  |
|  |                         |                         |   |                | Caracas                 | 1                       |  |
|  |                         | São José                | 5 |                |                         |                         |  |
|  |                         |                         |   |                |                         |                         |  |
|  |                         |                         |   |                |                         |                         |  |
|  |                         |                         |   |                | Tercer lugar            |                         |  |
|  |                         |                         |   |                |                         |                         |  |
|  | Cerro Porteño           | 1                       |   | Formas Íntimas | 0 (3)                   |                         |  |
|  | São José                | 2                       |   |                | Cerro Porteño           | 0 (5)                   |  |

### Semifinal
| 13 de noviembre de 2014, 17:00 hrs | Caracas | 2:2 (1:0) (6:5 p.)         | Formas Íntimas | Estadio Martins Pereira, São José dos Campos, São Paulo, Brasil |                          |
|                                    | Lisbeth Castro 17', 90+3'                                                                                       | Reporte                    | Geraldine Cardona 54' · Diana Ospina 58' | Árbitro(s): Nadia Fuques                                        | Árbitro(s): Nadia Fuques |
|                                    | | Tiros desde el punto penal | |                                                                 |                          |
|                                    | Paola Villamizar · Ysaura Viso · Daicelis Guzmán · Oriana Altuve · Oli Padrón · Lisbeth Bandres · Anabel Guzmán |                            | Sandra Milena Sepulveda · Daniela Montoya Quiroz · Katerine García Ospina · Paula Andrea Botero · Geraldine Cardona · Diana Ospina · Kelis Johana Peduzine |                                                                 |                          |

| 13 de noviembre de 2014, 19:30 hrs | Cerro Porteño | 1:2 (0:0) | São José                 | Estadio Martins Pereira, São José dos Campos, São Paulo, Brasil |                            |
|                                    | Liz Peña 62'  | Reporte   | Formiga 68' · Rosana 78' | Árbitro(s): Sirley Cornejo                                      | Árbitro(s): Sirley Cornejo |

### Tercer lugar
| 16 de noviembre, de 2014, 9:00 hrs. | Formas Íntimas                                                                                                  | 0:0 (3:5 p.)               | Cerro Porteño                                                              | Estadio Martins Pereira, São José dos Campos, São Paulo, Brasil |                         |
|                                     | | Reporte                    |                                                                            | Árbitro(s): Johana Haro                                         | Árbitro(s): Johana Haro |
|                                     | | Tiros desde el punto penal |                                                                            |                                                                 |                         |
|                                     | Kelis Johana Peduzine · Juliana Maria Sierra Ruiz · Dora Alejandra Grisales Bastidas · Viviana Cardona Valencia |                            | Jennifer Mora · Angélica Vázquez · Rosa Aquino · Fany Godoy · Marta Agüero |                                                                 |                         |

### Final
| 16 de noviembre de 2014, 11:00 hrs | Caracas         | 1:5 (0:2) | São José                                                  | Estadio Martins Pereira, São José dos Campos, São Paulo, Brasil |                            |
|                                    | Ysaura Viso 60' | Reporte   | Rosana 5' · Poliana 17' 70' · Andressa 61' · Giovânia 77' | Árbitro(s): Melany Bermejo                                      | Árbitro(s): Melany Bermejo |

## Campeón
|                                 |
| Bandera de Brasil               |
| Campeón Sao José EC 3.er título |

## Estadísticas
Fecha de Actualización: 16 de noviembre de 2014
| Equipo | Equipo          | Pts | PJ | PG | PE | PP | GF | GC | Dif | Rend   |
| ------ | --------------- | --- | -- | -- | -- | -- | -- | -- | --- | ------ |
| 1      | São José        | 15  | 5  | 5  | 0  | 0  | 23 | 3  | 20  | 100%   |
| 2      | Cerro Porteño   | 10  | 5  | 3  | 1  | 1  | 11 | 4  | 7   | 66.66% |
| 3      | Formas Íntimas  | 8   | 5  | 2  | 2  | 1  | 9  | 4  | 5   | 53.33% |
| 4      | Caracas         | 8   | 5  | 2  | 2  | 1  | 12 | 14 | -2  | 53.33% |
| 5      | Boca Juniors    | 6   | 3  | 2  | 0  | 1  | 7  | 7  | 0   | 66.66% |
| 6      | Centro Olímpico | 5   | 3  | 1  | 2  | 0  | 7  | 3  | 4   | 55.55% |
| 7      | Colo-Colo       | 4   | 3  | 1  | 1  | 1  | 11 | 6  | 5   | 44.44% |
| 8      | Vitória         | 3   | 3  | 1  | 0  | 2  | 5  | 6  | -1  | 33.33% |
| 9      | Real Maracaná   | 3   | 3  | 1  | 0  | 2  | 4  | 13 | -9  | 33.3%  |
| 10     | Mundo Futuro    | 0   | 3  | 0  | 0  | 3  | 3  | 9  | -6  | 0.0%   |
| 11     | Colón           | 0   | 3  | 0  | 0  | 3  | 5  | 16 | -11 | 0.0%   |
| 12     | Rocafuerte      | 0   | 3  | 0  | 0  | 3  | 0  | 12 | -12 | 0.0%   |

## Tabla de Goleadoras
Fecha de Actualización: 16 de noviembre de 2014
| Jugadora           | Equipo          | Goles |
| ------------------ | --------------- | ----- |
| Andressa           | São José        | 6     |
| Diana Ospina       | Formas Íntimas  | 6     |
| Ysaura Viso        | Caracas         | 6     |
| Rosa Aquino        | Cerro Porteño   | 4     |
| Estefanía Banini   | Colo-Colo       | 4     |
| Yamila Badell      | Colón           | 4     |
| Poliana Barbosa    | São José        | 4     |
| Giovânia           | São José        | 4     |
| Yael Oviedo        | Boca Juniors    | 3     |
| Lisbeth Castro     | Caracas         | 3     |
| Chu                | São José        | 2     |
| Giovanna           | Vitória         | 2     |
| Gabi Zanotti       | Centro Olímpico | 2     |
| Astrid Ramírez     | Real Maracaná   | 2     |
| Tamires            | Centro Olímpico | 2     |
| Javiera Roa        | Colo-Colo       | 2     |
| Nathalie Quezada   | Colo-Colo       | 2     |
| Jenifer Mora       | Cerro Porteño   | 2     |
| Ana Fleitas        | Cerro Porteño   | 2     |
| Formiga            | São José        | 2     |
| Rosana             | São José        | 2     |
| Andrea Ojeda       | Boca Juniors    | 1     |
| Luciel Pérez       | Mundo Futuro    | 1     |
| Bruna Benites      | São José        | 1     |
| Maria Eduarda      | Vitória         | 1     |
| Cida               | Vitória         | 1     |
| Lourdes Ortiz      | Cerro Porteño   | 1     |
| Lisbeth Bandres    | Caracas         | 1     |
| Fabi               | Centro Olímpico | 1     |
| Daniela Kippes     | Boca Juniors    | 1     |
| Yanina Ángeles     | Mundo Futuro    | 1     |
| Nani               | Mundo Futuro    | 1     |
| Adriana Lucar      | Real Maracaná   | 1     |
| Byanca Brasil      | Vitória         | 1     |
| Valentina Restrepo | Formas Íntimas  | 1     |
| Oriana Altuve      | Caracas         | 1     |
| Erika Cristiano    | Centro Olímpico | 1     |
| Claudia Soto       | Colo-Colo       | 1     |
| Yusmery Ascanio    | Colo-Colo       | 1     |
| Yanara Aedo        | Colo-Colo       | 1     |
| Pamela González    | Colón           | 1     |
| Eliana Stabile     | Boca Juniors    | 1     |
| Meissi Quichi Pau  | Real Maracaná   | 1     |
| Aldana Cometti     | Boca Juniors    | 1     |
| Gislaine           | São José        | 1     |
| Rebeca Fernández   | Cerro Porteño   | 2     |
| Paola Villamizar   | Caracas         | 1     |
| Yisela Cuesta      | Formas Íntimas  | 1     |
| Gabi Nunes         | Centro Olímpico | 1     |
| Geraldine Cardona  | Formas Íntimas  | 1     |
| Liz Peña           | Cerro Porteño   | 1     |